# Discografia de NewJeans
A discografia de NewJeans, um girl group sul-coreano, consiste em dois extended plays, um single álbum, dez singles e cinco singles promocionais. O primeiro lançamento do grupo, seu extended play autointitulado (2022), liderou o Circle Album Chart sul-coreano e se tornou o álbum de estreia mais vendido de um ato feminino de K-pop, com mais de um milhão de cópias.  cópias vendidas. Foi apoiado por três singles: "Attention", "Hype Boy" e "Cookie". Tanto "Attention" quanto "Hype Boy" receberam uma certificação platina para streaming na Coreia do Sul e uma certificação ouro para streaming no Japão. A primeira liderou o Circle Digital Chart da Coreia do Sul, e a última se tornou a canção mais longa na Billboard Global 200 de um ato feminino de K-pop.
O primeiro single álbum de NewJeans, OMG (2023), foi o segundo número um no Circle Album Chart e alcançou o top 10 nas paradas do Japão e de Portugal. Vendeu mais de um milhão de cópias na Coreia do Sul e foi apoiado por dois singles que foram certificados como platina para streaming no Japão: "Ditto" e "OMG". A primeira também foi certificada como platina por streaming na Coreia do Sul e se tornou a canção número um mais longa no Circle Digital Chart e a primeira entrada do grupo em paradas internacionais, incluindo a Canadian Hot 100, o UK Singles Chart, e a Billboard Hot 100 dos EUA.
O segundo EP de NewJeans, Get Up, vendeu mais de um milhão de cópias e alcançou o top 10 nas paradas da Coreia do Sul, Áustria, Canadá, França, Alemanha, Japão, Nova Zelândia e Suíça, entre outros. Nos Estados Unidos, o EP rendeu à NewJeans sua primeira entrada e número um na Billboard 200. Get Up foi apoiado por três singles: "Super Shy", "Cool with You" e "ETA"."Super Shy" rendeu à NewJeans seu terceiro número um no Circle Digital Chart e se tornou a sua canção de melhor desempenho nas paradas internacionais.

## Extended plays
| Título                                                                                   | Detalhes                                                                                                 | Melhores posições nas paradas | Melhores posições nas paradas | Melhores posições nas paradas | Melhores posições nas paradas | Melhores posições nas paradas | Melhores posições nas paradas | Melhores posições nas paradas | Melhores posições nas paradas | Melhores posições nas paradas | Melhores posições nas paradas | Vendas                               | Certificações                       |
| Título                                                                                   | Detalhes                                                                                                 | COR                           | ALE                           | AUT                           | CAN                           | EUA                           | FRA                           | JAP                           | NZ                            | POR                           | UK                            | Vendas                               | Certificações                       |
| ---------------------------------------------------------------------------------------- | --- | ----------------------------- | ----------------------------- | ----------------------------- | ----------------------------- | ----------------------------- | ----------------------------- | ----------------------------- | ----------------------------- | ----------------------------- | ----------------------------- | ------------------------------------ | ----------------------------------- |
| New Jeans                                                                                | - Lançamento: 1 de agosto de 2022 - Gravadora: ADOR, YG Plus - Formatos: CD, download digital, streaming | 1                             | 91                            | —                             | —                             | —                             | —                             | 12                            | —                             | 151                           | —                             | - : 1,588,243 - : 20,251             | - : Milhão - : 2× Platina (Weverse) |
| Get Up                                                                                   | - Lançamento: 21 de julho de 2023 - Gravadora: ADOR, YG Plus - Formatos: CD, download digital, streaming | 2                             | 10                            | 7                             | 4                             | 1                             | 5                             | 4                             | 3                             | —                             | 15                            | - : 2,115,730 - : 63,189 - : 332,000 | - : Milhão - : Platina (Weverse)    |
| "—" indica lançamentos que não figuraram nas paradas ou não foram lançados nessa região. | |                               |                               |                               |                               |                               |                               |                               |                               |                               |                               |                                      |                                     |

## Singleálbuns
| Título                                                                                   | Detalhes                                                                                                  | Melhores posições nas paradas | Melhores posições nas paradas | Melhores posições nas paradas | Melhores posições nas paradas | Vendas                          | Certificações                    |
| Título                                                                                   | Detalhes                                                                                                  | COR                           | BEL (FL)                      | JAP                           | POR                           | Vendas                          | Certificações                    |
| ---------------------------------------------------------------------------------------- | --- | ----------------------------- | ----------------------------- | ----------------------------- | ----------------------------- | ------------------------------- | -------------------------------- |
| OMG                                                                                      | - Lançamento: 2 de janeiro de 2023 - Gravadora: ADOR, YG Plus - Formatos: CD, download digital, streaming | 1                             | 69                            | 2                             | 8                             | - : 1,667,271 - : 35,418        | - : Milhão - : Platina (Weverse) |
| How Sweet                                                                                | - Lançamento: 24 de maio de 2024 - Gravadora: ADOR, YG Plus - Formatos: CD, download digital, streaming   | 1                             | —                             | 1                             | —                             | - : 1,030,492 - : 36,260 (Fís.) |                                  |
| "—" indica lançamentos que não figuraram nas paradas ou não foram lançados nessa região. | |                               |                               |                               |                               |                                 |                                  |

## Álbuns deremixes
| Título | Detalhes                                                                                              | Melhores posições nas paradas | Melhores posições nas paradas | Vendas  |
| Título | Detalhes                                                                                              | JAP Hot                       | JAP Dig.                      | Vendas  |
| ------ | --- | ----------------------------- | ----------------------------- | ------- |
| NJWMX  | - Lançamento: 19 de dezembro de 2023 - Grávida: ADOR, YG Plus - Formatos: Download digital, streaming | 62                            | 14                            | - : 566 |

## Singles

### Singlescoreanos
| Título                                                                                   | Ano  | Melhores posições nas paradas | Melhores posições nas paradas | Melhores posições nas paradas | Melhores posições nas paradas | Melhores posições nas paradas | Melhores posições nas paradas | Melhores posições nas paradas | Melhores posições nas paradas | Melhores posições nas paradas | Melhores posições nas paradas | Vendas                               | Certificações              | Álbum     |
| Título                                                                                   | Ano  | COR                           | COR Songs                     | AUS                           | CAN                           | EUA                           | JAP Hot                       | NZ                            | UK                            | VIE                           | WW                            | Vendas                               | Certificações              | Álbum     |
| ---------------------------------------------------------------------------------------- | ---- | ----------------------------- | ----------------------------- | ----------------------------- | ----------------------------- | ----------------------------- | ----------------------------- | ----------------------------- | ----------------------------- | ----------------------------- | ----------------------------- | ------------------------------------ | -------------------------- | --------- |
| "Attention"                                                                              | 2022 | 1                             | 1                             | —                             | —                             | —                             | —                             | —                             | —                             | 8                             | 54                            |                                      | - : Platina - : Ouro       | New Jeans |
| "Hype Boy"                                                                               | 2022 | 2                             | 1                             | —                             | 95                            | —                             | 41                            | —                             | —                             | 9                             | 52                            |                                      | - : 2× Platina - : Platina | New Jeans |
| "Cookie"                                                                                 | 2022 | 9                             | 6                             | —                             | —                             | —                             | —                             | —                             | —                             | 21                            | —                             |                                      | - : Ouro                   | New Jeans |
| "Ditto"                                                                                  | 2022 | 1                             | 1                             | 54                            | 43                            | 82                            | 9                             | —                             | 95                            | 1                             | 8                             | - : 14,117 (dig.) - : 4,000          | - : Platina - : 2× Platina | OMG       |
| "OMG"                                                                                    | 2023 | 2                             | 1                             | 43                            | 35                            | 74                            | 7                             | 31                            | —                             | 1                             | 10                            | - : 3,334 (dig.)                     | - : Platina - : Platina    | OMG       |
| "Super Shy"                                                                              | 2023 | 1                             | 1                             | 14                            | 26                            | 48                            | 10                            | 16                            | 52                            | 2                             | 2                             | - : 1,655 (dig.) - : 2,000 - : 6,000 | - : Ouro                   | Get Up    |
| "Cool with You"                                                                          | 2023 | 14                            | 13                            | 40                            | 57                            | 93                            | 43                            | —                             | —                             | 7                             | 22                            |                                      |                            | Get Up    |
| "ETA"                                                                                    | 2023 | 2                             | 2                             | 34                            | 48                            | 81                            | 8                             | 36                            | —                             | 11                            | 12                            | - : 13,364 (dig.)                    | - : Ouro                   | Get Up    |
| "How Sweet"                                                                              | 2024 | 2                             | 2                             | 87                            | 67                            | —                             | 14                            | —                             | —                             | —                             | 15                            | - : 4,109 (dig.)                     |                            | How Sweet |
| "—" indica lançamentos que não figuraram nas paradas ou não foram lançados nessa região. |      |                               |                               |                               |                               |                               |                               |                               |                               |                               |                               |                                      |                            |           |

### Singlesjaponeses
| Título         | Ano  | Melhores posições nas paradas | Vendas | Certificações | Álbum                     |
| Título         | Ano  | JAP Hot                       | Vendas | Certificações | Álbum                     |
| -------------- | ---- | ----------------------------- | ------ | ------------- | ------------------------- |
| "Supernatural" | 2024 | ASA                           | ASA    | ASA           | Adicionado à nenhum álbum |

## Singlespromocionais
| Título                                                                                   | Ano  | Melhores posições nas paradas | Melhores posições nas paradas | Melhores posições nas paradas | Melhores posições nas paradas | Melhores posições nas paradas | Melhores posições nas paradas | Melhores posições nas paradas | Álbum                     |
| Título                                                                                   | Ano  | COR                           | COR Songs                     | CAN                           | EUA Bub.                      | JAP Hot                       | NZ Hot                        | WW                            | Álbum                     |
| ---------------------------------------------------------------------------------------- | ---- | ----------------------------- | ----------------------------- | ----------------------------- | ----------------------------- | ----------------------------- | ----------------------------- | ----------------------------- | ------------------------- |
| "Zero"                                                                                   | 2023 | 12                            | 11                            | —                             | —                             | 58                            | 29                            | —                             | Adicionado à nenhum álbum |
| "Be Who You Are (Real Magic)" (Jon Batiste com part. NewJeans, J.I.D e Camilo)           | 2023 | —                             | —                             | —                             | —                             | —                             | —                             | —                             | World Music Radio         |
| "Beautiful Restriction" (아름다운 구속)                                                  | 2023 | 151                           | —                             | —                             | —                             | —                             | —                             | —                             | A Time Called You OST     |
| "Gods"                                                                                   | 2023 | 31                            | 23                            | 74                            | 19                            | —                             | 11                            | 75                            | Adicionado à nenhum álbum |
| "Our Night Is More Beautiful Than Your Day" (우리의 밤은 당신의 낮보다 아름답다)         | 2023 | 183                           | —                             | —                             | —                             | —                             | —                             | —                             | My Demon OST              |
| "—" indica lançamentos que não figuraram nas paradas ou não foram lançados nessa região. |      |                               |                               |                               |                               |                               |                               |                               |                           |

## Outras canções nas paradas
| Título                                                                                   | Ano  | Melhores posições | Melhores posições | Melhores posições | Melhores posições | Melhores posições | Melhores posições | Melhores posições | Melhores posições | Melhores posições | Vendas           | Álbum     |
| Título                                                                                   | Ano  | COR               | COR Songs         | AUS               | CAN               | JAP Hot           | NZ Hot            | EUA Bub.          | VIE               | WW                | Vendas           | Álbum     |
| ---------------------------------------------------------------------------------------- | ---- | ----------------- | ----------------- | ----------------- | ----------------- | ----------------- | ----------------- | ----------------- | ----------------- | ----------------- | ---------------- | --------- |
| "Hurt"                                                                                   | 2022 | 85                | 17                | —                 | —                 | —                 | —                 | —                 | 53                | —                 |                  | New Jeans |
| "New Jeans"                                                                              | 2023 | 8                 | 2                 | 53                | 62                | 46                | 6                 | 5                 | 14                | 25                |                  | Get Up    |
| "Get Up"                                                                                 | 2023 | 33                | —                 | 82                | 79                | —                 | 7                 | 22                | 21                | 57                |                  | Get Up    |
| "ASAP"                                                                                   | 2023 | 20                | 25                | 64                | 70                | 79                | 9                 | 16                | 13                | 33                |                  | Get Up    |
| "Ditto" (250 remix)                                                                      | 2023 | —                 | —                 | —                 | —                 | —                 | —                 | —                 | —                 | —                 |                  | NJWMX     |
| "OMG" (FRNK remix)                                                                       | 2023 | —                 | —                 | —                 | —                 | —                 | —                 | —                 | —                 | —                 |                  | NJWMX     |
| "Attention" (250 remix)                                                                  | 2023 | —                 | —                 | —                 | —                 | —                 | —                 | —                 | —                 | —                 |                  | NJWMX     |
| "Hype Boy" (250 remix)                                                                   | 2023 | —                 | —                 | —                 | —                 | —                 | —                 | —                 | —                 | —                 |                  | NJWMX     |
| "Cookie" (FRNK remix)                                                                    | 2023 | —                 | —                 | —                 | —                 | —                 | —                 | —                 | —                 | —                 |                  | NJWMX     |
| "Hurt" (250 remix)                                                                       | 2023 | —                 | —                 | —                 | —                 | —                 | —                 | —                 | —                 | —                 |                  | NJWMX     |
| "Bubble Gum"                                                                             | 2024 | 3                 | 3                 | —                 | —                 | 40                | 5                 | —                 | —                 | 30                | - : 4,809 (dig.) | How Sweet |
| "—" indica lançamentos que não figuraram nas paradas ou não foram lançados nessa região. |      |                   |                   |                   |                   |                   |                   |                   |                   |                   |                  |           |